# Arrondissement de Koumbal
L'arrondissement de Koumbal est l'un des arrondissements du Sénégal. Il est situé dans le département de Kaolack et la région de Kaolack.
Il compte trois communautés rurales :
- Communauté rurale de Keur Baka
- Communauté rurale de Latmingué
- Communauté rurale de Thiaré

Son chef-lieu est Koumbal.